# Ivy Bottini
Pour les articles homonymes, voir Bottini.
Ivy Bottini, née le 15 août 1926 à New York et morte le 25 février 2021, est une militante des droits des femmes et des personnes LGBT américaine. Elle aide à la fondation de la National Organization for Women dont elle préside la section new-yorkaise de 1968 à 1970 avant d'être expulsée à cause de son homosexualité.
Ivy Bottini est une figure importante dans la lutte contre le sida et pour les droits des personnes séropositives à Los Angeles. Elle fonde diverses organisations et s'oppose aux politiques homophobes. Elle joue aussi un rôle important pour l'accompagnement des personnes âgées. Elle crée notamment la Gay & Lesbian Elder Housing, le premier complexe de logements pour personnes âgées LGBT du pays.

## Jeunesse et formation
De 1944 à 1947, Ivy Bottini fréquente l'Institut Pratt, où elle obtient un certificat en graphisme publicitaire et illustration. Elle étudie également le théâtre au Lee Strasberg Theatre and Film Institute et monte un spectacle personnel, The Many Faces of Women, joué dans tout le pays.
Ivy Bottini travaille durant 16 ans au sein de la rédaction du quotidien Newsday, jusqu'à son déménagement à Los Angeles en 1971.

## Activisme

### National Organization for Women
Une collègue, Dolores Alexander, présente Ivy Bottini aux membres de la National Organization for Women (NOW). Elle connaît la présidente de l'organisation Betty Friedan, et estime qu'Ivy Bottini pourrait y être utile. Cette dernière aide à fonder le groupe de New York en 1966. Elle devient présidente de cette section en 1968 et se déclare lesbienne. Elle quitte son mari, Edward Bottini, épousé en 1951, et emménage avec sa compagne à New York.

Logo de la National Organization for Women créé par Ivy Bottini

En 1969, Ivy Bottini conçoit le logo de National Organization for Women qui est encore utilisé aujourd'hui. Elle tient, la même année, le séminaire « Le lesbianisme est-il une question féministe ? ». C'est la première fois que les préoccupations lesbiennes sont introduites dans le groupe.
En 1970, elle organise une manifestation au pied de la statue de la Liberté où les membres de NOW brandissent une immense banderole sur laquelle est écrite « Les femmes du monde unies ! ». Quelques mois plus tard, la fondatrice Betty Friedan expulse les lesbiennes de la section new-yorkaise de l'association, y compris Ivy Bottini.

### À Los Angeles
Ivy Bottini déménage à Los Angeles en 1971. Elle fonde le AIDS Network LA, la première organisation de lutte contre le sida de la ville, et le Los Angeles Lesbian / Gay Police Advisory Board. En 1977, elle crée et anime la première émission de radio lesbienne sur un réseau grand public (KHJ à Los Angeles).
En 1978, elle devient directrice adjointe pour la Californie du Sud dans la campagne contre l'Initiative de Briggs, qui visait à interdire les personnes LGBT d'enseigner dans les écoles publiques. Elle préside ensuite la campagne contre Lyndon LaRouche. L'initiative numéro 64 de LaRouche, qui n'a pas été adoptée, avait pour but de mettre en quarantaine les personnes atteintes du sida,.
En 1981, Ivy Bottini est désignée par le gouverneur de l'époque, Jerry Brown, commissaire de la Commission californienne sur le vieillissement. Elle est la première lesbienne nommée à un conseil ou une commission d'État.
En 1983, elle a cofonde AIDS Project Los Angeles. Puis, en 1993, elle crée la Gay & Lesbian Elder Housing. L'organisation à but non lucratif développe le premier complexe de logements pour personnes âgées gays et lesbiennes du pays. De 1998 à 1999, elle copréside le groupe de travail sur la toxicomanie et crée le comité ad hoc City of West Hollywood, pour faire connaître la question de la violence dans les couples LGBT.
Toujours en 1999, elle prend la présidence de la conférence nationale annuelle de la NOW, appelée Pioneer Reunion, à Beverly Hills. Elle copréside aussi le comité consultatif lesbien et gay de la ville de West Hollywood de 2000 à 2010.
En 2001, elle fait partie de la coalition pour les droits des personnes LGBT qui donne naissance à l'Alliance for Diverse Community Aging Services, organisation fondée pour aider les personnes âgées LGBT à obtenir de meilleures retraites.
En 2011, elle conçoit des t-shirts pour la Dyke March de Los Angeles.
Elle plaide actuellement avec The Lavender Effect pour un musée de l'histoire LGBT à Los Angeles. Elle soutient également le projet d'un mémorial du sida à West Hollywood.

## Reconnaissance
Ses écrits et certains enregistrements audio sont détenus par ONE National Gay and Lesbian Archives.
En 2009, le film On These Shoulders We Stand présente Ivy Bottini ainsi que dix autres militants LGBT du premier mouvement des droits LGBT à Los Angeles. Elle participe à un projet d'histoire orale de The Lavender Effect, qui documente sa vie personnelle et son travail en tant qu'activiste.
Ses mémoires, The Liberation of Ivy Bottini: A Memoir of Love and Activism, sont publiées par Bedazzled Ink Publishing Company en 2018.

## Distinctions
- En 1991, Ivy Bottini reçoit le Best Performance Award de Drama Logues pour Against the Rising Sea[24].
- En 1998, le Ivy Theatre est créé en son honneur à West Hollywood[24].
- En 2007, elle reçoit le Morris Kight Lifetime Achievement Award de la part de la marche des fiertés de Los Angeles[25].